# Ejército Grande

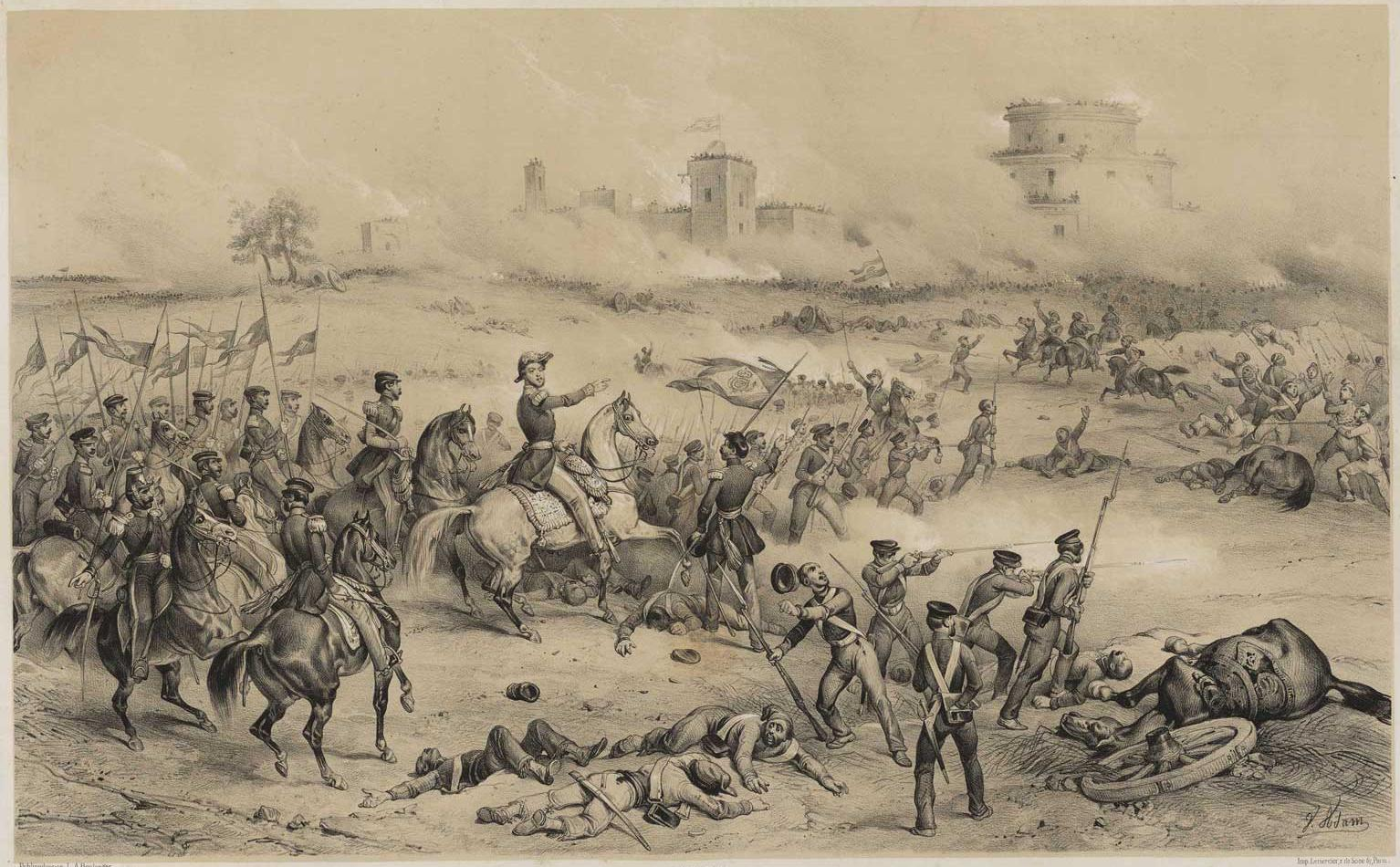
Tropas brasileñas del Ejército Grande durante la Batalla de Caseros.

El llamado Ejército Grande (Ejército Grande Aliado Libertador) fue el cuerpo militar que, en 1852, al mando del gobernador y caudillo de la provincia de Entre Ríos, Justo José de Urquiza, invadió las provincias de Santa Fe y Buenos Aires y derrotó al ejército del gobernador y caudillo federal de Buenos Aires, brigadier Juan Manuel de Rosas, que hasta ese momento tenía a su cargo el ejercicio de las relaciones exteriores de la Confederación Argentina, en la Batalla de Caseros.
Estaba compuesto por 30 000 hombres, la mayoría de las provincias de Entre Ríos y de Corrientes, pero incluyendo a más de 4000 brasileños y a casi 2000 uruguayos. Formaban también en él algunas divisiones porteñas al mando de jóvenes oficiales emigrados unitarios, futuros personajes notorios de la política argentina, como los futuros presidentes Bartolomé Mitre y Domingo Faustino Sarmiento. Contaba además con 50 piezas de artillería. A su paso por Santa Fe, incorporó también unos 2000 soldados de esa provincia.

## Antecedentes

### Pronunciamiento de Urquiza
En el mes de septiembre de 1850, Urquiza, distanciado definitivamente del caudillo federal porteño, se reunió en Concordia con el gobernador de la provincia de Corrientes, coronel mayor Benjamín Virasoro, para formar una alianza contra Rosas. El 5 de enero de 1851, el periódico La Regeneración de Concepción del Uruguay difundió un artículo que ese año se llamaría a «la Organización», en clara alusión a los proyectos constitucionalistas del caudillo entrerriano y muy criticado en los círculos porteños rosistas. Enterado de las negociaciones, el brigadier Manuel Oribe (comandante en jefe del ejército blanco-rosista sitiador de Montevideo, líder del llamado Gobierno del Cerrito y titulado presidente del Uruguay con apoyo rosista), comunicó a Rosas que estaría dispuesto a marchar sobre Entre Ríos, pero el gobernante porteño lo contuvo, para que continuara con el Sitio Grande de Montevideo. A fines de marzo, Urquiza (que buscaba algún otro apoyo aparte de Corrientes) comisionó a Montevideo al comerciante Antonio Cuyas y Sampere para que se entrevistara con algunas destacadas personas de esa sitiada ciudad para sondear la opinión de ellos. La misión Cuyas y Sampere fue de un gran éxito pues logró entrevistarse satisfactoriamente con Manuel Pacheco y Obes, ministro de relaciones exteriores de la República Oriental del Uruguay (el llamado Gobierno de la Defensa de Montevideo) y con Rodrigo de Souza da Silva Pontes, representante del Imperio del Brasil, entre otros. Mientras en los círculos rosistas ya se hablaba de traición, Urquiza, dirigió el 5 de abril una circular a los gobernadores de las provincias argentinas, exhortándoles a aceptar la renuncia que periódicamente presentaba el gobernador de Buenos Aires y que era costumbre rechazar. Finalmente, Urquiza, anunció su ruptura retirándole a Rosas la delegación de las relaciones exteriores de la provincia de Entre Ríos a partir del llamado Pronunciamiento de Urquiza, del 1 de mayo de 1851, en un acto público en la plaza mayor de Concepción del Uruguay. El 21 de mayo, el general Virasoro comunicó al general Urquiza que Corrientes adhería al Pronunciamiento. A fines de mayo se había firmado un primer tratado entre los gobiernos de Entre Ríos, República Oriental del Uruguay y el Imperio del Brasil, en el que no participó el gobierno de Corrientes, que formó una alianza ofensiva-defensiva destinada a levantar el Sitio Grande de Montevideo, expulsar al general Oribe y luego iniciar negociaciones para normalizar la vida institucional del Uruguay. En el caso de que Rosas declarara la guerra esta alianza se volvería en su contra. Entretanto Urquiza, hizo conocer una circular en todos los departamentos provinciales de su provincia con el objeto de concentrar a la totalidad de los varones habilitados para el servicio militar el 15 de julio, en el histórico campamento del Calá (cerca de la actual población de Rocamora), estratégico punto de concentración (por estar en el centro mismo de la provincia) del Ejército Entrerriano a orillas de arroyo Calá. De allí había salido el general Francisco Ramírez (primer caudillo de la provincia) en su campaña final de 1821 y de allí salieron las invasiones entrerrianas a Corrientes de 1839, 1841, 1845 y 1847. Los habitantes de la campaña formaban la caballería y los artesanos y obreros de las ciudades formarían la artillería y la infantería. Todo el mundo en Entre Ríos abandonó sus hogares y sus trabajos al llamado del gobernador, pues la falta de cumplimiento era condenada con la pena de muerte.
En Corrientes, el general Virasoro, a instancias de Urquiza, unos meses antes había comenzado la primera concentración del Ejército Correntino en San Roque. Además, Virasoro organizó dos contingentes en la ciudad de Corrientes: el primero, el "Defensor", un batallón de línea de casi 400 plazas, a órdenes de su hermano el sargento mayor Cayetano Virasoro, el cual fue enviado el 25 de julio en transportes por vía fluvial hacia la entonces villa de Paraná, capital entrerriana, con su banda de música, tambores, armamentos, equipo y municiones, y custodiado por dos buques de guerra con “300 hombres de Marina”, con el objeto de “recorrer y guardar la costa”. Esta fuerza desembarcó en la capital entrerriana el 1 de agosto. El otro contingente, la División de Caballería de Línea "Escolta", con 750 plazas, marchó poco antes a la costa del Uruguay, a requerimiento de Urquiza, al mando del comandante general de la Frontera, coronel José Antonio Virasoro (otro hermano del gobernador). Urquiza ideó, sobre la base de este contingente veterano, formar una fuerza armada de caballería, compuesta por las milicias de los Departamentos de Mercedes, Curuzú Cuatiá y Restauración, la cual debía esperar en el sudeste de la provincia de Corrientes “la orden del referido Jefe para verificar su movimiento al punto que le designe”. El general Virasoro, que controlaba hasta en sus mínimos detalles el movimiento de tropas en su provincia y a los contingentes ya conformados -bajo las órdenes de sus hermanos Cayetano y José Antonio-, sumó nuevos efectivos: el batallón de cívicos "Patricios", de 360 plazas, y el escuadrón de artillería, de 130 plazas, a órdenes del coronel Miguel Virasoro (otro hermano del gobernador). El 12 de agosto esta nueva expedición también fue enviada por vía fluvial a Paraná. Su objetivo era reforzar el batallón "Defensor" y tuvo órdenes de tocar el pueblo de Goya para recibir un pliego de Instrucciones del gobernador que el Comandante de ese punto debía entregar al Jefe de la expedición, aparte de que éste se haría cargo e incorporaría al batallón el resto de infantería que debía marchar de dicho pueblo. Ese mismo 12 de agosto el gobernador Virasoro comunicaba al congreso provincial su salida del territorio de la provincia, en el ejercicio de su cargo de General en Jefe del Ejército de Reserva. Y precisamente fue sobre la base de la infantería y artillería correntinas enviadas a Paraná que el general Virasoro levantara en el campamento del arroyo Las Conchillas este Ejército de Reserva con las milicias correntinas que paulatinamente llegara a su campamento levantado una fuerza de casi 3800 hombres de las tres armas. La misión de Ejército de Reserva sería proteger la capital entrerriana y la costa adyacente de una hipotética acometida rosista desde Santa Fe.

### Campaña de Urquiza en Uruguay y levantamiento del Sitio de Montevideo
Cumpliendo con lo pactado, a principios de julio el general Urquiza dio comienzo a su ofensiva sobre territorio oriental. Se acordó que el caudillo entrerriano dirigiría la guerra, por la debilidad física en que se hallaba su amigo el brigadier Eugenio Garzón (destacado militar oriental blanco, veterano de la Guerra de la Independencia y de la Guerra del Brasil, al servicio del general entrerriano), que previamente, por su condición de oriental y por su popularidad, había sido sugerido por Urquiza como General en Jefe de las fuerzas expedicionarias. Aunque el Ejército Entrerriano al cruzar el río Uruguay para atacar a Oribe, descuidaba su frente occidental (por donde podrían operar el brigadier-doctor Pascual Echagüe desde la provincia de Santa Fe y Rosas desde Buenos Aires, despreció la capacidad de ambos para hacerlo. Dejó en su provincia como Ejército de Reserva al Ejército Correntino, al mando de su gobernador, general Virasoro, que se estacionó cerca de la villa de Paraná, sobre el arroyo Las Conchillas.
En un invierno crudo se realizó la riesgosa operación de atravesar el río Uruguay, en plena tormenta, por parte de tres contingente. Por el norte, el 18 de julio, el contingente correntino, a órdenes del coronel José A. Virasoro, con 1500 jinetes, por el Paso de los Higos (actual Monte Caseros). Al centro lo hizo el general Garzón con la guarnición del Ejército de Operaciones acampada en Arroyo Grande, fuerte de 2900 jinetes entrerrianos, por el Paso del Hervidero (sur de Concordia). En el sur cruzó el 19 de julio el general Urquiza por el Paso de Paysandú con la guarnición del Ejército de Operaciones acampada en la Estancia Posta San José, fuerte de 2170 jinetes entrerrianos, bajo una lluvia torrencial. Urquiza encomendó la tarea del cruce de su propio contingente al coronel oriental colorado Venancio Flores, el cual lo realizó de forma satisfactoria. Gracias a su pericia, el general Urquiza ascendió al coronel Flores a coronel mayor (general). Realizada la operación, Urquiza ocupó Paysandú. 
Concluida el cruce del río con éxito, las fuerzas de Oribe comenzaron a retirarse sin oposición, al mismo tiempo que muchas de ellas desertaban y se presentaban a engrosar el Ejército de Operaciones de Urquiza. Las principales poblaciones costeras fueron ocupadas sin resistencia. En Paysandú se reunieron todas las columnas invasoras, y el 29 de julio el general Urquiza emprendió su marcha hacia el interior del territorio oriental. En apoyo a Urquiza, un ejército imperial brasileño de 20 000 hombres de las tres armas, al mando del mariscal de campo Luís Alves de Lima e Silva, conde de Caxias, se estaba formando en la provincia de Río Grande del Sur (futuro Estado del Río Grande del Sur).  Estos movimientos fueron apoyados por la flota imperial brasileña, fuerte de 19 naves acorazadas con 203 piezas de artillería, destacada al Río de la Plata, al mando del almirante británico John Pascoe Grenfell. Para defenderse de este múltiple ataque, el general Oribe disponía de 8000 hombres y 25 piezas de artillería apostados en el Sitio Grande de Montevideo, otro ejército de 4000 hombres, al mando del brigadier general Ignacio Oribe, al norte del río Negro y una vanguardia de 1500 hombres sobre el río Uruguay. La vanguardia de Oribe, al mando del coronel Servando Gómez, se unió a las fuerzas de Urquiza con 300 hombres; Urquiza lo nombraría su jefe de vanguardia. 
Las fuerzas de Ignacio Oribe se dispersaron ante el veloz avance de Urquiza: el 7 de agosto tomaron contacto los contendientes. La vanguardia de Urquiza trabo combate con las fuerzas del general Ignacio Oribe en las proximidades del río Negro. Ignacio Oribe se decidió por retirarse cruzando el río rápidamente, dejando en poder de Urquiza unos 6000 caballos, carretas, bueyes y equipos. Esta retirada se debió a la gran deserción que se producía entre los partidarios de su hermano, los cuales se pasaban en masa al enemigo. El general Ignacio Oribe estaba al mando de tan sólo 600 infantes, 800 jinetes y 7 piezas. Todo el norte quedó en manos del Ejército de Operaciones de Urquiza. Sin embargo un levantamiento favorable a los invasores en Colonia del Sacramento pudo ser sofocado por el teniente coronel Lucas Moreno, quien pese a ello retiró sus hombres para unirlos a los del general Manuel Oribe. Este último salió a recibir a su hermano, dejando al frente de Montevideo a su sobrino, el coronel Francisco Lasala. Los hermanos Oribe se reunieron en el arroyo de la Virgen, aunque sin proseguir con acciones ofensivas. El ejército de Oribe acampado a orillas de dicho arroyo estaba compuesto por siete batallones de infantería, fuerte en 10 jefes, 103 oficiales y 2290 individuos de tropa, más 15 piezas de artillería volante. Quedaban sosteniendo el asedio de Montevideo las fuerzas rosistas de Buenos Aires, fuerte en 2500 infantes, unidades de caballería y 30 piezas de diverso calibre.
Urquiza, detenido por unos días dominando el norte de río Negro, aguardaba la llegada de los contingentes brasileños, en medio de fuertes lluvias. Sin embargo solo recibió al teniente coronel Manuel Luis Osorio, el cual le hizo saber que el mariscal conde de Caxias aún se encontraba el 13 de agosto en Santana do Livramento con solo nueve batallones de infantería, pues era lenta la reunión de las tropas brasileñas. Urquiza no quiso esperar más a su aliado imperial y volvió a tomar la ofensiva franqueando el río Negro el 28 de agosto y a su paso continuaba recibiendo más contingentes de orientales. Urquiza prosiguió su avance en septiembre, sin presentar combate alguno, aunque prevenido, por no contar con infantería ni artillería, las cuales en el ejército de Oribe eran su fuerte. Sin embargo, en este ejército la desmoralización era inmensa. Por eso el general Oribe le solicitó refuerzos a Rosas, los cuales le fueron negados al no responder la solicitud. Desesperado, Oribe, sin auxilios de Buenos Aires, ni de una expedición naval porteña por el río Paraná para amenazar Entre Ríos, solicitó la ayuda para retirarse con su ejército a Buenos Aires, bajo la protección de las flotas del Reino Unido de Gran Bretaña e Irlanda y de la Segunda República Francesa, estacionadas en el Río de la Plata. Grande fue la desazón del general Oribe, al serle denegada esa solicitud, aduciendo neutralidad estas potencias europeas en este conflicto. Entre tanto el ejército imperial del conde de Caxias rompió la marcha, penetró en territorio oriental y avanzó lentamente (por la lógica composición de estas fuerzas) sobre Montevideo y Colonia. Oribe replegó su ejército al arroyo Miguelete y luego al Cerrito. Oribe, por medio de emisarios había comenzado a realizar conversaciones con el general Urquiza, las cuales fueron satisfactorias. El 2 de octubre el general Urquiza reemprendió la marcha desde Canelones en dirección donde estaban estacionadas las fuerzas porteñas de Oribe. En Las Piedras, la vanguardia de Urquiza sostuvo un pequeño tiroteo con los infantes porteños en las escabrosidades del terreno. El 4 de octubre, Urquiza envió al coronel Venancio Flores con el envío de 600 reses para alimentar a la guarnición y población de la ciudad de Montevideo. Finalmente Urquiza llegó el 7 de octubre a las afueras de Montevideo y rodeó en un círculo de jinetes al campamento del ejército sitiador de Manuel Oribe, poniéndose en contacto a orillas del arroyo Pantanoso con las fuerzas de infantería de la sitiada guarnición de Montevideo, las cuales salieron de sus trincheras y formaron batalla. Manuel Oribe, quedó prácticamente solo, defendido únicamente por las fuerzas porteñas (éstas no tenían instrucciones adecuadas sobre lo que tenían que hacer), al verse rodeado por tierra y por agua y sabiendo que estaba próxima la llegada de las fuerzas brasileñas, dispuso entenderse directamente con Urquiza y se rindió al día siguiente, el 8 de octubre. De modo que Urquiza y Oribe firmaron un pacto llamado la Convención del Pantanoso. Por la Convención del Pantanoso se levantaba el sitio de nueve años y se reconocía que no habría vencedores, ni vencidos y se proponía la unidad nacional oriental. Oribe renunció y se alejó de la ciudad sin ser hostilizado; a cambio, el gobierno de todo el país, incluida Montevideo, sería asumido por el general Garzón. Éste nunca llegó a asumir la prometida presidencia, ya que falleció poco después. En su lugar fue nombrado Juan Francisco Giró. Finalmente el 14 de octubre, se hizo presente en Montevideo, tardíamente, el mariscal conde de Caxias, al frente del ejército imperial. La campaña de Urquiza en el Uruguay duró 80 días finalizando de este modo la Guerra Grande.

### Tratado del 21 de noviembre de 1851
El 17 de julio de 1851 Rosas había declarado la guerra al Brasil, lo que favoreció la firma de un tratado en su contra el 21 de noviembre de 1851. Firmaron ese tratado los gobiernos de Entre Ríos, Corrientes, Uruguay y Brasil. La misma fue firmada por el encargado de negocios de los gobiernos de Entre Ríos y Corrientes e hijo mayor del gobernador de Entre Ríos, Diógenes José de Urquiza; el ministro plenipotenciario del Brasil, Honorio Carneiro Leao, y el ministro y secretario de Estado uruguayo, Manuel Herrera y Obes. 

Para poner a los estados de Entre Ríos y Corrientes en situación de sufragar los gastos extraordinarios que tendrá que hacer con el movimiento de su ejército, Su Majestad el Emperador del Brasil les proveerá en calidad de préstamo la suma mensual de cien mil patacones por el término de cuatro meses contados desde la fecha en que dichos estados ratifiquen el presente convenio.

 Por medio de este nuevo tratado se establecía que los aliados no hacían la guerra a la Confederación Argentina, sino al gobernador de Buenos Aires, por lo cual las provincias de Entre Ríos y Corrientes tendrían la iniciativa de las operaciones bélicas, actuando Brasil y el Estado Oriental del Uruguay en calidad de auxiliares en caso necesario. El general Urquiza asumió el mando de una fuerza armada multinacional, la cual se concentraría en Diamante, provincia de Entre Ríos. Brasil cooperaría con un cuerpo expedicionario de 4000 veteranos, la 1.ª División del ejército imperial (compuesta por 3000 infantes, un regimiento de caballería y dos unidades de artillería), destacada al ejército de Urquiza, y la escuadra. Uruguay debía suministrar hombres y armamentos. También en el territorio oriental, más precisamente concentrado en Colonia, estaría apostado el grueso del ejército imperial convertido en un ejército de reserva compuesto de 16.000 brasileños de las tres armas, al mando del conde de Caxias, listo para que, en caso de un revés militar de Urquiza y con ayuda de la escuadra, pudiera cruzar el Río de la Plata para apoyar las operaciones por medio de un asalto anfibio en Quilmes.
La ayuda brasileña se pagó cara: el Imperio forzó al nuevo gobierno a aceptar tratados por los cuales el Uruguay cedía una gran franja de territorio en el norte del país; ese territorio estaba ocupado por ganaderos brasileños, protegidos por fuerzas brasileñas, pero hasta entonces era reconocido como parte del Uruguay. Además, el Uruguay reconocía al Brasil como garante de la independencia, del orden y de las instituciones uruguayas; el Imperio se aseguraba el derecho de intervenir en la política interna de su vecino sin ningún control externo.

### Concentración en Diamante y surgimiento del Ejército Grande
Tras levantar el sitio de Montevideo, comenzó a formarse el Ejército Grande con las fuerzas sitiadoras y sitiadas. Urquiza permitió a los jefes porteños rosistas embarcarse hacia Buenos Aires, dando a entender que sus tropas los seguirían. Pero los oficiales fueron alejados de la costa por los buques ingleses y los 4000 soldados veteranos bonaerenses (2345 jinetes, 1720 infantes y 220 artilleros) que se hallaban hasta hace poco sitiando la ciudad fueron incorporados a la fuerza al ejército de Urquiza, bajo el mando de oficiales unitarios.
Urquiza se embarcó el 31 de octubre en el vapor brasileño Affonso, remontando el estuario del Río de la Plata y luego el río Uruguay instalándose luego en el primer punto de reunión de las fuerzas aliadas: Gualeguaychú. Junto a él iba un convoy de transportes el cual llevaba a bordo al contingente porteño, el cual apenas desembarcado fue destacado al campamento del Calá. Urquiza estaba de vuelta en Entre Ríos. Durante su ausencia, el coronel Hilario Lagos había salido de Entre Ríos con las tropas que allí tenía Rosas.
Mientras tanto la caballería entrerriana, al mando del coronel Manuel Urdinarrain, regresó a su provincia para acantonarse en el campamento del Calá; la caballería correntina, al mando del coronel José A. Virasoro, también regresó a su provincia. En recompensa por su actuación en Uruguay, el gobierno correntino licenció por veinte días a las milicias del contingente de Virasoro, las cuales, finalizado el período de licencia, se dirigieron a Entre Ríos a incorporarse al Ejército Correntino, acampado cerca de Paraná. Urquiza, salido de Gualeguaychú, se encontraba en el campamento del Calá. Una vez terminada la concentración y la organización de sus milicias entrerrianas, Urquiza se dirigió, junto a ellas y al contingente porteño al puerto de Punta Gorda (Diamante), último punto de reunión de las fuerzas aliadas.
Por decreto del gobierno uruguayo, fechado el 5 de noviembre, dispuso la organización del contingente con que el Estado Oriental contribuiría a la guerra, nombrando jefe del mismo al coronel César Díaz y jefe de Estado Mayor al coronel Julián Martínez. Fueron incorporados casi 1800 infantes orientales, distribuidos en cuatro batallones (tres de ellos pertenecientes a la veterana guarnición de Montevideo, que hasta hacia poco custodiaban la plaza sitiada, y el cuarto batallón, perteneciente al ejército sitiador de Oribe), y un escuadrón de artillería volante, 6 piezas de a 6, servido por 200 artilleros (esta fue la única contribución de Uruguay, pues era la única fuerza veterana que tenía disponible). 
El contingente oriental, salió de Montevideo el 4 de diciembre, en dos transportes custodiados por los vapores brasileños Pedro II, Recife y Golfino, remontó los ríos Paraná Guazú e Ibicuy y desembarcó el día 9 en el Potrero de Peréz, cerca la boca del río Gualeguay. Tras esperar durante diez días los auxilios en transportes prometidos por el general Urquiza, el 18 de diciembre el contingente oriental finalmente rompió marcha por tierra hacia Diamante. Tras una marcha algo dificultosa por las lluvias que le forzaban a detenerse para componer su equipo y su armamento, el contingente oriental llegó a este destino en la noche del 28 de diciembre.
En la madrugada del 16 de diciembre, ingresó al río Paraná Guazú los primeros tres batallones (1198 infantes) pertenecientes a la 1.ª División auxiliar brasileña, al mando del brigadier Manuel Marques de Sousa, la cual había sido embarcada dividida en dos secciones en Colonia. Estaba custodiada y transportada por la escuadra brasileña, compuesta por la fragata a vapor Dom Afonso, las corbetas a vapor Dom Pedro II, Recife y el buque a vapor Dom Pedro, remolcando a las goletas de vela Dona Francisca, União y al bergantín Calíope. La escuadra brasileña, comandada por el almirante Grenfell, fue atacada por las baterías porteñas, al mando del brigadier Lucio Norberto Mansilla (cuñado de Rosas), apostadas en las barrancas de Acevedo, a orillas del río Paraná. El encuentro, conocido como combate del Tonelero, tuvo lugar el 17 de diciembre, tuvo como resultado que los brasileños forzaron el paso fortificado y continuaron su ruta. Superado este inconveniente, la escuadra brasileña paso junto a Rosario sin ser molestadas por las fuerzas allí apostadas, para proseguir río arriba hasta Diamante.
Diamante fue el segundo y definitivo punto de reunión de las fuerzas aliadas. El 19 de diciembre llegó el general Urquiza a Diamante, donde ya se encontraba el general Virasoro con el contingente correntino.

## Conformación del Ejército Grande
La conformación del ejército en Diamante el 20 de diciembre de 1851, era la siguiente:
General en jefe: gobernador y capitán general de la provincia de Entre Ríos, brigadier Justo José de Urquiza 
Mayor general: gobernador y capitán general de la provincia de Corrientes, coronel mayor Benjamín Virasoro
Total general: 28 179 hombres, de los cuales pertenecían a los trenes, caballada, parques, maestranza e inválidos: 2000 hombres

### Cuerpo de Ejército Entre Ríos
Con un total de 10 350 hombres:
- Escuadrón de Artillería, al mando del coronel José María Pirán con 230 hombres
- Artillería Volante, al mando del teniente coronel Luciano González con 200 hombres
- Batallón de Infantería Entrerriano, al mando del teniente coronel Ramón Lista con 250 hombres
- Batallón de Infantería Urquiza, al mando del coronel Manuel Basavilbaso con 100 hombres
- División de Caballería 1.ª, al mando del coronel Manuel Urdinarrain con 1300 hombres
- División de Caballería 2.ª, al mando del coronel Miguel Galarza con 1500 hombres
- División de Caballería 3.ª, al mando del coronel Manuel Palavecino con 1100 hombres
- División de Caballería 4.ª (Depto. Victoria), al mando del coronel Casto N. Domínguez (coronel Manuel Pacheco y Obes con 600 hombres y coronel Juan Hermelo con 700 hombres)
- División de Caballería 5.ª, al mando del coronel Mariano Doroteo Salazar con 500 hombres
- División de Caballería 6.ª, al mando del coronel Apolinario Almada con 900 hombres
- División de Caballería 7.ª, al mando del teniente coronel Juan José Paso con 600 hombres
- División de Caballería 8.ª, al mando del mayor Ricardo López Jordan con 650 hombres
- División de Caballería 9.ª, al mando del teniente coronel Jacinto González con 500 hombres (porteños y algunos santafesinos incorporados a este Cuerpo)
- División de Caballería San José, al mando del teniente coronel Barón Alfredo Marbais du Graty con 300 hombres
- Escolta de Su Excelencia, al mando coronel Fausto Aguilar con 270 hombres y del coronel Manuel Carballo con 270 hombres
- Guardia, al mando del teniente coronel José Antonio Reyes con 200 hombres

### Cuerpo de Ejército Corrientes
Con un total de 5260 hombres:
- Escuadrón de Artillería, al mando del teniente coronel Solano González con 130 hombres
- Batallón de Infantería Defensor, al mando del mayor Wenceslao Martínez con 350 hombres
- Batallón de Infantería Patricios, al mando del mayor Santiago Acevedo con 360 hombres
- División de Caballería Escolta, al mando del coronel José Antonio Virasoro con 750 hombres
- División de Caballería 1.º Regimiento, al mando del coronel Manuel Antonio Ocampo con 680 hombres
- División de Caballería 2.º Regimiento, al mando del coronel Bernardino López con 500 hombres
- División de Caballería 3.º Regimiento, al mando del coronel Simeón Paiva con 540 hombres
- División de Caballería 4.º Regimiento, al mando del coronel Nicanor Cáceres con 600 hombres
- División de Caballería 5.º Regimiento, al mando del coronel Salvador Bejarano con 650 hombres
- División de Caballería 6.º Regimiento, al mando del coronel Andrés Ricarde con 700 hombres

### Cuerpo de Ejército Buenos Aires
Con un total de 4219 hombres:
- Escuadrón de Artillería, al mando del teniente coronel Bernardo Castro con 110 hombres
- Escuadrón de Artillería, al mando del teniente coronel Bartolomé Mitre con 100 hombres
- Batallón de Infantería Buenos Aires (ex-Rebajados), al mando del coronel Martín Tejerina con 430 hombres
- Batallón de Infantería San Martín (ex-Patricios), al mando del coronel Mariano Echenagucía con 430 hombres
- Batallón de Infantería Constitución (ex-Libertad), al mando del coronel José Toledo con 430 hombres
- Batallón de Infantería Federación (ex-Independencia), al mando del coronel Rodríguez con 430 hombres
- División de Caballería 1.ª, al mando del coronel José Ignacio Burgoa con 430 hombres
- División de Caballería 2.ª, al mando del coronel Manuel Hornos con 600 hombres
- División de Caballería 3.ª, al mando del coronel Pedro León Aquino con 540 hombres
- División de Caballería 4.ª, al mando del coronel Leonardo Susviela con 450 hombres
- División de Caballería 5.ª, al mando del coronel Bernardo González con 325 hombres

### Cuerpo de Ejército Uruguay

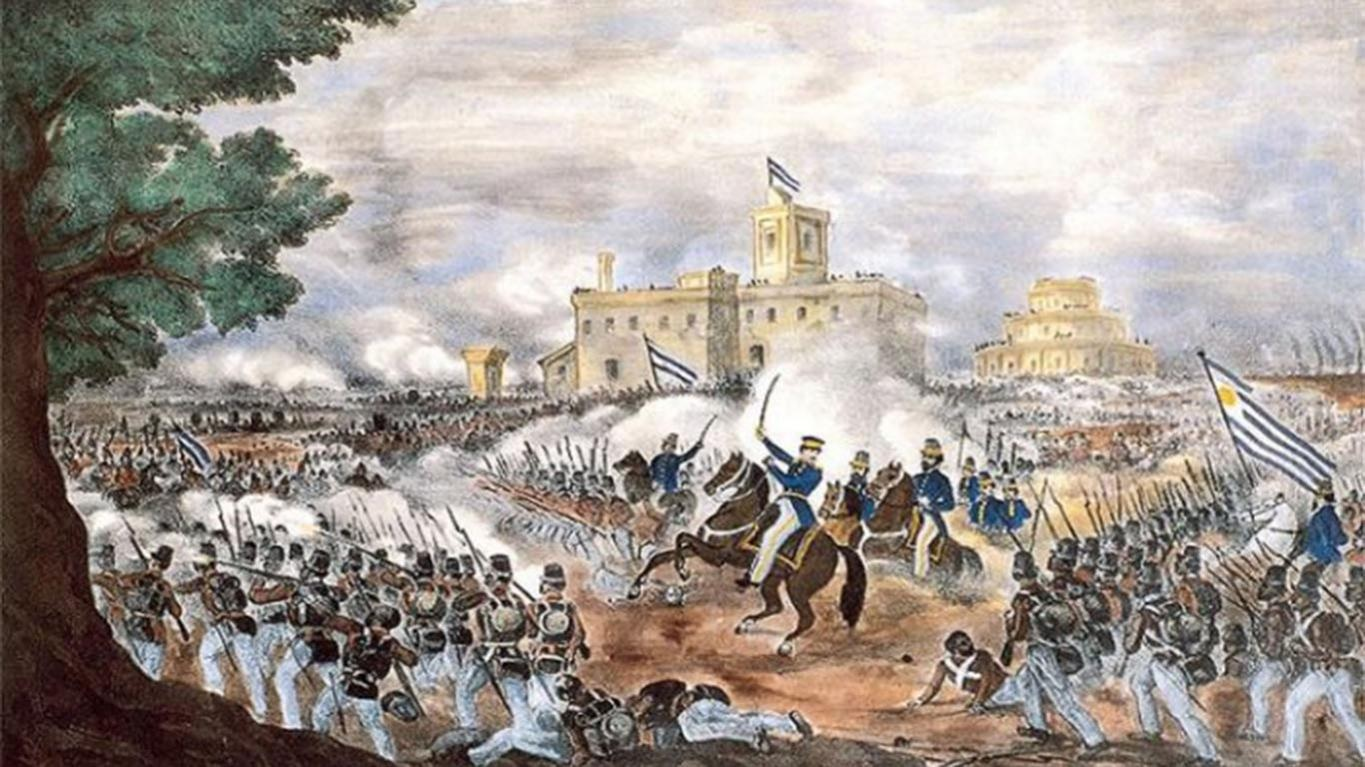
Infantería oriental en la Batalla de Caseros

Con un total de 2000 hombres, comandados por el coronel César Díaz:
- Escuadrón de Artillería Volante, al mando del teniente coronel Mariano de Vedia con 200 hombres
- Batallón de Infantería Resistencia, al mando del coronel Juan Antonio Lezica Aramburu con 500 hombres
- Batallón de Infantería Voltígeros, al mando del teniente coronel León de Palleja con 500 hombres
- Batallón de Infantería Guardia Oriental, al mando del coronel José María Solsona con 490 hombres
- Batallón de Infantería Orden (ex-Restauradores), al mando del mayor Eugenio Manuel Abella con 280 hombres
- Piquete de Caballería de Escolta con 30 hombres

### Cuerpo de Ejército Brasil

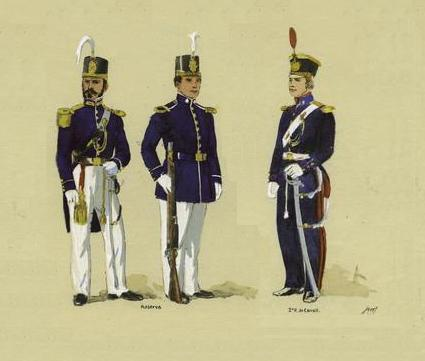
Soldados del Imperio del Brasil en 1850

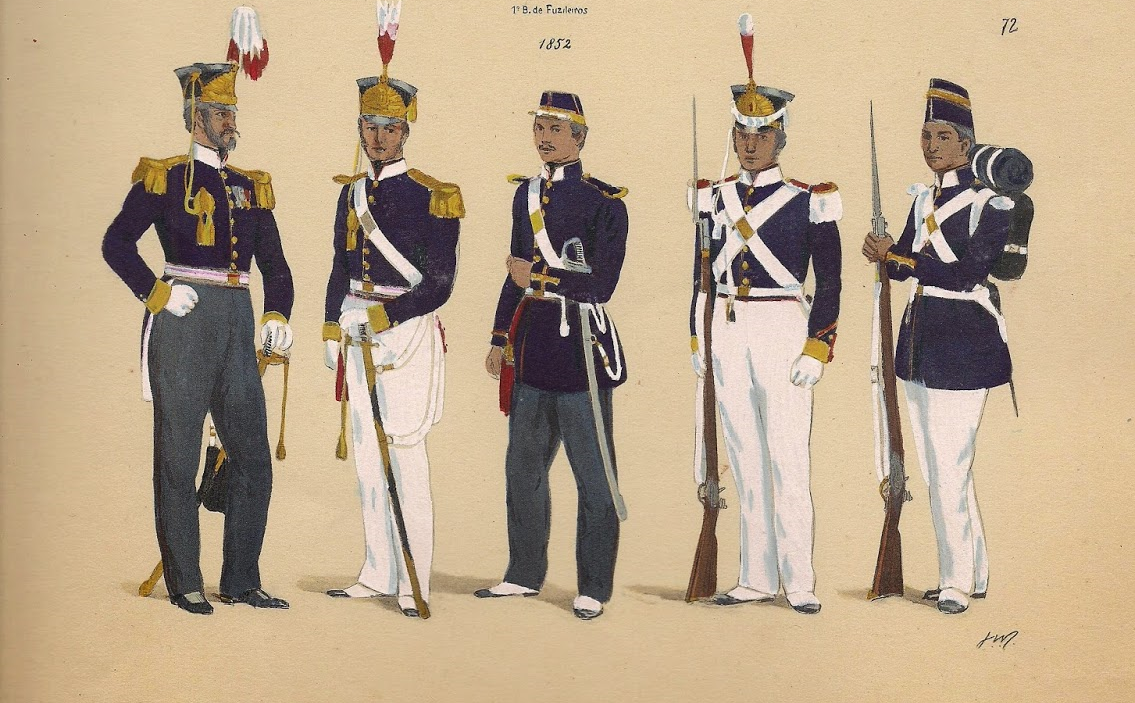
Infantería Imperial, uniforme del soldado imperial brasileño en 1852

Con un total de 4020 hombres, comandados por el brigadier Manuel Marques de Sousa (futuro conde de Porto Alegre):
- 1° Regimiento de Artillería Volante, al mando del mayor Joaquim Gonçalves Fontes con 200 hombres
- Batería de fuego a la Congreve, al mando del mayor Joaquim Gonçalves Fontes con 160 hombres
- Batallón de Infantería N.º 5, al mando del mayor Lopes Pessegueiro con 510 hombres
- Batallón de Infantería N.º 6, al mando del teniente coronel Ferreira con 600 hombres
- Batallón de Infantería N.º 7, al mando del teniente coronel Bruce con 490 hombres
- Batallón de Infantería N.º 8, al mando del mayor Resin con 540 hombres
- Batallón de Infantería N.º 11, al mando del teniente coronel Mello Albuquerque con 520 hombres
- Batallón de Infantería N.º 13, al mando del teniente coronel Ferreito Tamarindo con 452 hombres
- 2.º Regimiento de Caballería, al mando del teniente coronel Manuel Luis Osorio con 550 hombres

## Cruce del río Paraná y adhesión de la provincia de Santa Fe

### Movimientos previos al cruce
Diamante, en ese entonces, era un humilde pueblo ribereño al río Paraná, ubicado en altas barrancas sobre un promontorio denominado Punta Gorda. De este punto habían cruzado el Paraná los generales Ramírez, en 1821, y Lavalle, en 1840. En la orilla opuesta, ya territorio de la provincia de Santa Fe, una vasta llanura era ideal para acomodar al Ejército Grande. Se encontraba acantonado en custodia el Batallón «Urquiza», al mando del teniente coronel Manuel Basavilbaso; y el comandante militar de Diamante era el teniente coronel de origen santafesino Luis Ramón Hernández (sobrino materno de los brigadieres Estanislao López y Juan Pablo López, antiguos caudillos y gobernadores de Santa Fe), el cual era informado de forma constante de la situación de su provincia natal por los bomberos (espías) que enviaba, todo lo cual se ponía en conocimiento al gobierno entrerriano.
Con el fin de impedir la invasión aliada, aprovechando la formidable barrera natural que constituía el río Paraná, el gobernador de Santa Fe, general Echagüe, contaba con el cuerpo semi-veterano de Dragones y con las milicias de su provincia y además con dos divisiones de caballería porteña, de apoyo, acantonadas en esta provincia. Una de ellas, al mando del coronel Martín de Santa Coloma, estaba acantonada en la ciudad de Santa Fe y la otra, al mando del coronel de origen oriental Vicente González (alías El Carancho del Monte), estaba acantonada en la villa de Rosario.
En la villa de Paraná se encontraba listo para oponerse a cualquier ataque desde Santa Fe, el batallón "Fidelidad", al mando de teniente coronel Eugenio Núñez, bajo el mando superior del coronel de origen oriental José María Francia, jefe de la guarnición de la capital entrerriana.
En la madrugada del 9 de diciembre, el capitán Jacinto González, perteneciente a la división de caballería porteña del coronel Vicente González, situada al sur de la provincia de Santa Fe, se pronunció a la cabeza de ella a favor del general Urquiza; atacando, acto seguido, a la división del coronel Santa Coloma, el cual pudo forzosamente contener a su atacante. El 10 de diciembre, el capitán González llegó a Diamante, tras cruzar el río Paraná, con 400 hombres y 3000 caballos. De inmediato fueron despachados al campamento del Calá, donde Urquiza ascendió al capitán González a teniente coronel. Su división pasaría a engrosar al Ejército Entrerriano como la División de Caballería 9.ª.

### Planificación
El flanqueo del gran río Paraná lo realizaría el grueso del Ejército Grande por Diamante, mientras otra columna secundaria cruzaría el Paraná desde la capital entrerriana hacia la de Santa Fe, que la tenía al frente. Por consideraciones estratégicas-metodológicas se trataría previamente de este último cruce, cuya resistencia podría poner en un grave riesgo la invasión de la costa enemiga y hacer fracasar toda la operación, si desde Santa Fe y desde Rosario se despacharan fuerzas convenientes para combatir y rechazar las cabezas de playa desde Entre Ríos.
Para anular este riesgo, el general Urquiza tomó diversas medidas. Recibió noticias fidedignas de la orilla santafesina, que le transmitía el comandante Hernández, sobre la actitud del coronel Santa Coloma, que desde septiembre último se encontraba en Coronda. También el caudillo entrerriano estaba al tanto de la situación que se suscitó en la capital santafesina. Los datos recibidos desde allí eran favorables a los planes constitucionales de Urquiza.

### Pronunciamiento de la ciudad de Santa Fe
Sabiendo que la invasión a su provincia era inminente, el general Echagüe salió de Santa Fe para organizar la resistencia contra Urquiza y el 16 de diciembre dejó como gobernador delegado al juez de primera instancia Urbano de Iriondo. Este aceptó el cargo conferido con la intención de pronunciarse en favor de Urquiza en el primer momento favorable. Echagüe llegó al Monte de los Padres, a orilla del arroyo homónimo (al sur de la actual Santo Tomé), con 300 hombres. Allí se le reunieron las fuerzas del coronel Bartolomé Castañeda, el cuerpo indígena militarizado «Lanceros del Sauce», al mando de su cacique-teniente coronel Antonio Crespo, y algunos corondinos al mando del capitán Pereira. Con estos elementos, Echagüe logró reunir 700 hombres. A pedido del gobernador delegado, quedó en la capital santafesina, para no dejarla desguarnecida, el batallón de cívicos «Guardia de la Federación», al mando del mayor Ignacio Comas, pero con el verdadero objetivo de valerse de estas fuerzas para su preparado pronunciamiento. Muchos vecinos principales ya se encontraban comprometidos a pasarse, apenas pasase Urquiza el río Paraná. Uno de estos vecinos, Domingo Crespo preparó el pronunciamiento en Santa Fe, combinándose con su hermano Antonio Crespo, gobernador delegado de Entre Ríos. Esta conspiración fue tramada en un bodegón del puerto y en la que están complicados con él, Ignacio Comas, Ricardo Aldao y Urbano de Iriondo.
El 23 de diciembre, Antonio Crespo envió aviso a su hermano de que el general Urquiza estaba cruzando el río. Ese día, el coronel Manuel Febre consultó a Domingo Crespo sobre su opinión sobre el pasaje de Ejército Grande; Crespo le preguntó si estaba a favor de Urquiza a lo que el coronel Febre contestó que no. Crespo le replicó al militar como todavía permanecer podía en la ciudad. Acto seguido el coronel Fabre se retiró con su escolta al Monte de los Padres y dio orden al mayor Comas para que saliese de la capital con su batallón a reunirse con el general Echagüe.
Sin embargo, el mayor Comas, ya comprometido en el movimiento revolucionario, seguro de la ayuda que vendría de la villa de Paraná y de la gente que tenía en San José del Rincón el coronel Matías Díaz, engañó de su salida a Echagüe y a Febre, quedando decidido a pronunciarse en la madrugada contando con la voluntad de su batallón de cívicos. En la Aduana de Santa Fe (hoy sede de la Legislatura de la Provincia de Santa Fe) se encontraban acuartelados el batallón de cívicos y la compañía de morenos, al mando del capitán Osuna, esperando la orden de marchar a donde se encontraba el general Echagüe, aunque todos disgustados menos la mayoría de los morenos.
El gobernador delegado Iriondo, reunió una partida de 40 hombres de su confianza y anduvo toda la noche del 23 patrullando la ciudad. En la madrugada del 24 de diciembre, al tocar diana, el mayor Comas reunió a todos los hombres, cívicos y morenos, en el patio de la Aduana, y estando formados exclamó: Viva el general Urquiza, muera el tirano Rosas! A lo que respondieron los cívicos satisfactoriamente. Hubo alguno que otro que se fugó al campamento de Echagüe y unos morenos prepararon sus fusiles para enfrentarse. Sin embargo estos fueron rápidamente desarmados y puestos bajo custodias por los cívicos.
La columna expedicionaria destinada a auxiliar el pronunciamiento de los santafesinos fue puesta bajo el mando del jefe de la guarnición de la villa de Paraná, coronel Francia, con quien debía colaborar el teniente coronel Hernández. El 22 de diciembre, Urquiza, desde Diamante, le envió la orden al gobernador delegado Antonio Crespo de que se efectuara esta operación de distracción operativa. El coronel Francia convocó al comandante Hernández y le confió el batallón "Fidelidad" y una compañía de cívicos para ejecutar la operación. La fuerza expedicionaria cruzó a nado desde el puerto (actual Bajada Grande), con cada caballo a su costado, hasta la isla Lanche; a medianoche se vadeó el arroyo Paranacito de la misma manera. A la madrugada, el comandante Hernández se encontraba en la isla frente a Colastiné (donde se ubicaba una guardia avanzada del enemigo), en donde debió esperar las armas, municiones y monturas que el coronel Francia le envió en lanchones. En momentos en que el jefe de la guardia enemiga del Colastiné enviaba su parte diario a Santa Fe, el comandante Hernández lo capturó por sorpresa.
Al llegar el mediodía llegaron las embarcaciones en las cuales el coronel Francia conducía la infantería, pero para no demorar la operación, Hernández se adelantó con la caballería (unos 25 jinetes), y en la ciudad se encontró con el mayor Comas, quien le entregó la plaza sin resistencia con el batallón de cívicos "Guardia de la Federación", fuerte de 500 infantes, y 4 piezas de artillería. Posteriormente, ese mismo día, el coronel Francia ingresó a la capital santafesina con 600 infantes cívicos de Paraná. La acefalía gubernamental se cubrió eligiendo como gobernador a Domingo Crespo, el cual apoyó íntegramente el proyecto constitucionalista del general Urquiza.

### El cruce
En las primeras horas del 23 de diciembre de 1851 el Ejército Grande comenzó a cruzar el río Paraná por Diamante. Para apoyar esta operación había llegado al lugar la pequeña flotilla correntina, a órdenes del capitán Alberto Villegas, y el exgobernador y caudillo correntino, brigadier Pedro Ferré (experto carpintero de navíos fluviales) envió unas balsas circundadas por listones de madera, que construyó en La Paz, capaces de contener piezas de artillería, bagajes y caballos.
Debían atravesar el gran cauce unos 22 000 hombres con sus impedimentas. El inmediato encargado del cruce fue el coronel mayor Juan Madariaga y como su ayudante de campo el capitán Martín José Ruiz Moreno. Este oficial se desempeñaba a la sazón como Capitán de Puerto de Diamante y gracias a ello pudo suministrar sus conocimientos sobre los lugares más adecuados para la travesía.
El acantonamiento y cuartel del Ejército Grande se había establecido en la actual plaza «General Urquiza», cercano a una bajada denominada «El Brete», dominada por una gran barranca, donde en julio de 1840 se construyeron los reductos que levantaron los generales José María Paz y Tomás de Iriarte para proteger la retirada de las tropas unitarias del general Juan Lavalle luego de ser derrotadas en la batalla de Sauce Grande por las fuerzas federales entrerrianas del general Echagüe. Desde allí el general Urquiza revistó a sus tropas.
Sin embargo las fuerzas de caballería no comenzaron a cruzar desde ese lugar, sino en otro ubicado a casi tres kilómetros del pueblo, en un paraje llamado "Las Mangas", y tanto los entrerrianos como los correntinos los cruzaron a nado, dado que sus caballos estaban acostumbrados a vadear cursos de agua, aprovechando algunas islas para reponer energías. Una bajante significativa del río producida por una temporada de sequía favoreció el cruce. Con la finalidad de asegurar una cabeza de playa para consolidarse en territorio enemigo, Urquiza formó una vanguardia compuesta por casi 4000 soldados de caballería de las divisiones entrerrianas de los coroneles Galarza (2.ª), Urdinarrain (1.ª) y Palavecino (3.ª), dos batallones de infantería correntina y una batería de 6 piezas de artillería, también correntina. La cercana población de Coronda ya había sido abandonada por la división porteña del coronel Santa Coloma, ante la cercanía de las fuerzas del coronel Francia.
En tales circunstancias, la escuadra brasileña del almirante Grenfell arribó al lugar. El general Urquiza le ordenó a la 1.ª división brasileña que desembarcara directamente en la costa santafesina, quedando el vapor Dom Pedro para colaborar en el transporte del material e impedimenta desde El Brete.
Al día siguiente (24 de diciembre), el general Urquiza, tras cumplirse con éxito esta primera fase, cruzó el río Paraná (junto con su primer edecán, el teniente coronel Indalecio Chenaut, su escolta, y sus ayudantes, el coronel de origen paraguayo Federico Guillermo Báez y el mayor Adolfo Arana), atravesó las islas cenagosas que mediaban entre el río Paraná y la costa firme de Santa Fe y llegó a la posta de Barrancas (actualmente Barrancas Viejo, en las afueras de la moderna Barrancas), sobre el camino a Santa Fe. El 25 de diciembre, al día siguiente, Urquiza, a la cabeza de la vanguardia de Ejército Grande, estableció su cuartel general sobre el río Carcarañá. En Diamante quedaron el general Benjamín Virasoro y el coronel José Miguel Galán encomendados de proseguir la operación de recibir las últimas unidades militares incorporadas al Ejército Grande.

### Pronunciamiento de la villa de Rosario
La consecuencia inmediata al avance del Ejército Grande fue un segundo pronunciamiento anti-rosista en territorio santafesino: el de la entonces villa de Rosario. A pesar del peligro que constituía las fuerzas del general Echagüe, situadas a 60 kilómetros, y del ejército del general Mansilla (8000 hombres de las tres armas), situado en San Nicolás de los Arroyos, el 25 de diciembre, a orillas del arroyo Ludueña, sobre las márgenes del río Paraná, las milicias rosarinas, fuerte de 2500 hombres, al mando del teniente coronel José Agustín Fernández, se sublevaron y se pasaron a Urquiza. Al comandante Fernández lo secundaron fielmente sus jefes y oficiales subalternos: los tenientes coroneles Estanislao Zeballos y Juan Pío González, los mayores Patricio Rodríguez del Fresno, Polonio Goytea, Juan F. Lencina, Francisco J. Funes, Antonio Zeballos y Francisco G. González, los capitanes Celestino Martínez, Ramón Garcia, Mauricio Ponce y Juan Bautista Britos y los ayudantes mayores Celedonio Rodríguez y Pedro Montenegro. Horas más tarde, el capitán Dámaso Centeno repitió la operación de Fernández, levantándose en la propia villa de Rosario con el batallón de infantería de milicias de dicho punto, fuerte de 300 hombres, y se apoderó de un convoy de guerra compuesto de municiones y 6 piezas de artillería, que marchaba a reforzar al ejército de Mansilla. Con estos planteles se formó una división de 800 a 1000 santafesinos.

### Conclusión del cruce
Enterado de que el cruce del Ejército Grande se estaba efectuando de manera exitosa, el gobernador santafesino, el general Echagüe, el cual había salido con sus fuerzas de la capital provincial rumbo al sur para reunir elementos, no consideró una buena opción enfrentar el avance del ejército invasor del general Urquiza y retrocedió en dirección al sur, unidas sus fuerzas con la división porteña del coronel Santa Coloma, para contactar al brigadier Angel Pacheco, que tenía su división en San Nicolás de los Arroyos. Echagüe y Santa Coloma pudieron fugar a Buenos Aires dando un gran rodeo por la pampa santafesino-cordobesa, mientras las deserciones de sus fuerzas aumentaba sin cesar. Llegarían finalmente a Buenos Aires con solo 300 hombres.
El pronunciamiento de Rosario, motivó a Urquiza el 27 de diciembre a avanzar con sus fuerzas sobre este punto y a ordenar al general Virasoro, que había quedado a cargo del resto del ejército en Diamante, que suspendiera el cruce del Paraná como lo continuaban haciendo y que todas las restantes unidades de infantería, la artillería, el material de guerra, servicios auxiliares e incluso algunas unidades de caballería que se encontraban sin caballos se dirigiesen, a bordo de las naves brasileñas y de la flotilla correntina, por agua directamente al Espinillo donde tendría lugar la reunión definitiva del Ejército Grande para abrir su campaña sobre Buenos Aires.
Dando esta nueva dirección al pasaje de las fuerzas aliadas se le ahorraba una larga y penosa marcha por terrenos difíciles, de escasas subsistencias e impracticables para la artillería, y lo más importante, se les acercaba en seis horas de navegación, a 55 kilómetros de la frontera con Buenos Aires.
El general Virasoro, obedeciendo las nuevas órdenes del general Urquiza, comenzó el 28 de diciembre a dirigir todos los buques existentes hacia el Espinillo llevando cada navío el mayor número de hombres que podía ubicar. El movimiento fue incesante sin más retardo que el tiempo indispensable para embarcar y desembarcar su carga. Sin embargo la operación se retardó, porque la mayor parte de los vapores brasileños tuvieron que bajar el Paraná en los primeros días de enero de 1852 y no quedó más que para continuar el transporte el Río Uruguay, el vapor Oriental (ambos navíos de bandera uruguaya) y algunos pequeñas embarcaciones mercantes de muy poca capacidad.
El contingente oriental fue transportado al Espinillo el 6 de enero y el 8 de enero lo fueron los últimos elementos del Ejército Grande: la artillería argentina, al mando del coronel José María Pirán, en la cual se encontraba las dos unidades de artillería entrerrianas del teniente coronel Marcelino Martínez.
De esta manera concluyó de manera exitosa, una de las operaciones más delicadas que se conocen en la guerra y que nunca se había realizado en esas latitudes: el cruce de una gran masa de agua por un gran ejército.

## Provincia de Santa Fe, la nueva vanguardia del Ejército Grande
La provincia de Santa Fe había sido tomada tan pacíficamente como el Uruguay. Allí el general Urquiza encontró una enorme acogida por parte de la población y del nuevo gobernador. Domingo Crespo le permitió, aparte de acampar a las fuerzas aliadas en los campos a aledaños a la antigua posta del Espinillo (actual localidad de Capitán Bermúdez) y desembarcar los materiales de guerra en el puerto de Rosario, disponer de las milicias santafesinas, que se unieron al Ejército Grande en número de 2000 hombres. Juan Pablo López (hermano del fallecido caudillo y gobernador santafesino Estanislao López) se puso al mando de los santafesinos unidos al Ejército Grande.

### Cuerpo de Ejército Santa Fe
Denominada División Santafesina. Con un total de 2000 hombres de caballería, comandados inicialmente por el coronel Santiago Oroño y, tras la batalla de Caseros, por el brigadier Juan Pablo López:
- Plana Mayor (destinada para asesorar al comandante del cuerpo) formada por los tenientes coroneles José Agustín Fernández y Estanislao Zeballos y el entonces alférez Nicasio Oroño (29 hombres).
- Escuadrón de Dragones del Rosario, al mando del comandante Juan Pío González (1 Compañía de 60 hombres, al mando del capitán Laureano Manso):
- Escuadrón Libertad (204 hombres):
  - 1.ª Compañía, al mando del teniente 1° Antonio Ceballos (103 hombres)
  - 2.ª Compañía, al mando del capitán José María Polonio (101 hombres)
- 1.er Escuadrón (259 hombres):
  - 1.ª Compañía, al mando del capitán Gregorio Piñero (84 hombres)
  - 2.ª Compañía, al mando del capitán Ángel Caballero (82 hombres)
  - 3.ª Compañía, al mando del capitán Anacleto Arias (93 hombres)
- 2.º Escuadrón (209 hombres):
  - 1.ª Compañía, al mando del capitán Juan Bautista Britos (105 hombres)
  - 2.ª Compañía, al mando del capitán Mauricio Ponce (104 hombres)
- 3.er Escuadrón (124 hombres):
  - 1.ª Compañía, al mando del mayor Nicolás Guardia (40 hombres)
  - 2.ª Compañía "Lanceros del Sauce" (abipones de la reducción de San Jerónimo del Sauce), al mando del capitán Nicolás Denis  (28 hombres)
  - 3.ª Compañía "Lanceros de San Pedro" (mocovíes de la reducción de San Pedro Chico), al mando del mayor Santos Gaisa (56 hombres)
- 4.º Escuadrón, al mando del mayor Francisco Javier Ramírez (237 hombres):
  - 1.ª Compañía, al mando del capitán Justo P. Hernández (57 hombres)
  - 2.ª Compañía, al mando del capitán José Godoy (94 hombres)
  - 3.ª Compañía, al mando del capitán Ramón Garcia (86 hombres)
- Escuadrón... (no especificado), al mando del comandante Luis Ramón Hernández (208 hombres):
  - 1.ª Compañía, al mando del mayor José Rodríguez (93 hombres)
  - 2.ª Compañía, al mando del teniente Luis Figueroa (115 hombres)
- 1.er Escuadrón de Caballería (no indica a que fuerza corresponde) Comandante "Gorordo" (no indica grado militar ni su nombre) (97 hombres):
  - 1.ª Compañía, al mando del mayor Pablo Seco (45 hombres)
  - 2.ª Compañía, al mando del teniente José María Pereyra (52 hombres)
- 2.do Escuadrón de Caballería Comandante "Gorordo" (95 hombres):
  - 1.ª Compañía, al mando del capitán Pedro Pablo Córdoba (54 hombres)
  - 2.ª Compañía, al mando del teniente 2° Enrique Acosta (41 hombres)
- 3.er Escuadrón de Caballería Comandante "Gorordo" "Lanceros de San Javier" (mocovíes de la reducción de San Javier) (172 hombres)
  - 1.ª Compañía, al mando del capitán Francisco Rodríguez del Fresno (67 hombres)
  - 2.ª Compañía, al mando del capitán Nicolás López (105 hombres)

## Reconcentración y reorganización del Ejército Grande en El Espinillo
El 8 de enero de 1852 todo el Ejército Grande estaba acampado a lo largo de la costa de El Espinillo y a sus inmediaciones. Su vanguardia, al mando del propio General en Jefe, se encontraba a orillas del arroyo Pavón, a 55 kilómetros al sur de El Espinillo. Santa Fe y Rosario ya habían sido ocupadas. La cantidad de hombres del ejército aliado era de una fuerza total de 24 000 hombres de las tres armas con 45 piezas de artillería:
- Cuerpo de Ejército Entre Ríos: 8500
  - 2 batallones de infantería
  - 10 divisiones (regimientos) de caballería
  - 1 batería de infantería
- Cuerpo de Ejército Corrientes: 5500
  - 2 batallones de infantería
  - 6 regimientos de caballería
  - 1 escuadrón de artillería
- Cuerpo de Ejército Buenos Aires (las que estaban en el sitio de Montevideo): 4500
  - 4 batallones de infantería
  - 5 divisiones (regimientos) de caballería
  - 2 escuadrones de artillería
- Cuerpo de Ejército Santa Fe: 800
  - 8 escuadrones de caballería
- Cuerpo de Ejército Brasil: 3000
  - 6 batallones de infantería
  - 1 regimiento de caballería
  - 1 regimiento de artillería
- Cuerpo de Ejército Uruguay: 1700
  - 4 batallones de infantería
  - 1 escuadrón de artillería
  - 1 piquete de caballería

El general Urquiza reorganizó a todos estos cuerpos en diez columnas o Divisiones mayores y una Escolta:
- Escolta (1000 jinetes):
  - 1.er Regimiento de Caballería al mando del coronel Mariano Zalazar;
  - 2.º Regimiento de Caballería (3 escuadrones santafesinos) al mando del teniente coronel Cruz Gorordo.
- División de Caballería del coronel mayor Gregorio Aráoz de Lamadrid (1.500 jinetes):
  - División de Caballería 4.ª (entrerriana), al mando del coronel Casto N. Domínguez;
  - 2.º Regimiento de Caballería (brasileño), al mando del teniente coronel Manuel Luis Osorio.
- División de Caballería del brigadier Juan Pablo López (3500 jinetes):
  - División de Caballería 5.ª (entrerriana), al mando del coronel Mariano Doroteo Salazar;
  - División de Caballería 6.ª (entrerriana), al mando del coronel Apolinario Almada;
  - División de Caballería 7.ª (entrerriana), al mando del teniente coronel Juan José Paso;
  - División de Caballería 8.ª (entrerriana), al mando del mayor Ricardo López Jordan;
  - División de Caballería 9.ª (entrerriana), al mando del teniente coronel Jacinto González;
  - División de Caballería San José (entrerriana), al mando del teniente coronel Barón Alfredo Marbais du Graty.
- División de Caballería del brigadier Anacleto Medina (1400 jinetes):
  - División de Caballería 2.ª (porteña), al mando del coronel Manuel Hornos;
  - División de Caballería 3.ª (porteña), al mando del coronel Pedro León Aquino;
  - División de Caballería 4.ª (porteña), al mando del coronel Leonardo Susviela;
  - División de Caballería 5.ª (porteña), al mando del coronel Bernardo González;
  - División de Caballería Santafesina, al mando del coronel Santiago Oroño.
- División de Caballería del coronel mayor José Domingo Ábalos (5000 jinetes):
  - Regimiento Escolta (correntino), al mando del coronel José Antonio Virasoro;
  - 1.er Regimiento (correntino), al mando del coronel Manuel Antonio Ocampo;
  - 2.º Regimiento (correntino), al mando del coronel Bernardino López;
  - 3.er Regimiento (correntino), al mando del coronel Simeón Paiva;
  - 4.º Regimiento (correntino), al mando del coronel Nicanor Cáceres;
  - 5.º Regimiento (correntino), al mando del coronel Salvador Bejarano;
  - 6.º Regimiento (correntino), al mando del coronel Andrés Ricarde;
  - División de Caballería 1.ª (porteña), al mando del coronel José Ignacio Burgoa.
- División de Caballería del coronel Manuel Urdinarrain (1300 jinetes):
  - División de Caballería 1.ª (entrerriana).
- División de Caballería del coronel Miguel Galarza (1.500 jinetes):
  - División de Caballería 2.ª (entrerriana).
- División de Caballería del coronel Manuel Palavecino (1.100 jinetes):
  - División de Caballería 3.ª (entrerriana).
- División de Infantería del coronel José Miguel Galán (infantería y artillería argentina) (2700 infantes y 700 artilleros):
  - Brigada Entrerriana, al mando del coronel Manuel Basavilbaso:
    - Batallón Entrerriano, al mando del teniente coronel Ramón Lista;
    - Batallón Urquiza.

  - Brigada Correntina, al mando de teniente coronel Cayetano Virasoro:
    - Batallón Defensor, al mando del mayor Wenceslao Martínez;
    - Batallón Patricios, al mando del mayor Santiago Acevedo.

  - Brigada Porteña, al mando del coronel Matías Rivero:
    - Batallón Buenos Aires, al mando del coronel Martín Tejerina;
    - Batallón San Martín, al mando del coronel Mariano Echenagucía;
    - Batallón Constitución, al mando del coronel José Toledo;
    - Batallón Federación, al mando del coronel Rodríguez.

  - Artillería, al mando del coronel José María Pirán:
    - Regimiento de Artillería Volante (entrerriano), al mando del teniente coronel Marcelino Martínez;
    - Escuadrón de Artillería (correntino), al mando del teniente coronel Solano González;
    - Escuadrón de Artillería (porteño), al mando del teniente coronel Bernardo Castro;
    - Escuadrón de Artillería (porteño), al mando del teniente coronel Bartolomé Mitre.
- División de Infantería del brigadier Manuel Marques de Sousa (1ra División brasileña) (2300 infantes y 300 artileros):
  - 1.ª Brigada, al mando del teniente coronel José Ramón Esquivel:
    - Batallón de Infantería N.º 5, al mando del mayor Lopes Pessegueiro;
    - Batallón de Infantería N.º 6, al mando del teniente coronel Ferreira.

  - 2.ª Brigada:
    - Batallón de Infantería N.º 7, al mando del teniente coronel Bruce;
    - Batallón de Infantería N.º 8, al mando del mayor Resin.

  - 3.ª Brigada:
    - Batallón de Infantería N.º 11, al mando del teniente coronel Mello Albuquerque;
    - Batallón de Infantería N.º 13, al mando del teniente coronel Ferreito Tamarindo.

  - Artillería, al mando del mayor Joaquim Gonçalves Fontes:
    - 1° Regimiento de Artillería Volante;
    - Batería de fuego a la Congreve.
- División de Infantería del coronel César Díaz (contingente oriental) (1500 infantes y 200 artilleros):
  - Batallón Resistencia, al mando del coronel Juan Antonio Lezica Aramburu;
  - Batallón Voltígeros, al mando del teniente coronel León de Palleja;
  - Batallón Guardia Oriental, al mando del coronel José María Solsona;
  - Batallón Orden, al mando del mayor Eugenio Manuel Abella;
  - Escuadrón de Artillería Volante, al mando del teniente coronel Mariano de Vedia;
  - Piquete de Caballería de Escolta.

En el Ejército Grande no había Estado Mayor General. Los jefes de División recibían órdenes directamente del General en Jefe en la vanguardia y del Mayor General en el grueso del ejército. No poseía Cuerpo de Ingenieros, ni maestranza, ni fraguas de campaña, excepto una que llevaban los brasileños. Tampoco había hospitales de campaña ni cuerpo de sanidad militar. Los brasileños y los orientales tenían algunas ambulancias para socorrer a los heridos y un cuerpo médico de cirujanos y a ellos acudían en caso de urgencia, todos los demás cuerpos que no disponían de dichos beneficios. En materia de Hacienda, no había intendente, ni tesorero, ni comisarios ordenadores y de guerra, ni proveedor general de víveres. En el ministerio de la Justicia el ejército no poseía un auditor general.

### Plan de campaña
Apenas establecido el Ejército Grande en su nuevo acantonamiento en El Espinillo, el general Urquiza dispuso dividirlo en dos grandes masas armadas.
En primer lugar en una:
- Vanguardia (10 000 hombres), al mando del General en Jefe, general Urquiza:
  - Escolta (entrerriana-santafesina);
  - División de Caballería La Madrid (entrerriana-brasileña);
  - División de Caballería J. P. López (entrerriana);
  - División de Caballería Medina (porteña-santafesina);
  - División de Caballería Galarza (entrerriana);
  - División de Caballería Palavecino (entrerriana);
  - Regimiento de Caballería del Coronel J. A. Virasoro (correntino)(perteneciente a la División de Caballería Ábalos)
  - Brigada de Infantería correntina del teniente coronel C. Virasoro;
  - Escuadrón (batería) de Artillería (correntino) del teniente coronel S. González, con 6 piezas de artillería.

Esta formidable vanguardia constituía una imponente masa de caballería, apoyada con suficiente infantería en casos de resistencia. Además la presencia del general en jefe le otorgaba una fuerza moral irresistible. 
Por detrás de esta fuerte vanguardia, seguía el:
- Grueso del Ejército o Cuerpo de Batalla (14 000 hombres), al mando del Mayor General, general Virasoro:
  - División de Caballería Urdinarrain (entrerriana);
  - División de Caballería Ábalos (correntina-porteña);
  - División de Infantería-Artillería Galán (argentina [porteña-entrerriana]);
  - División de Infantería-Artillería Díaz (uruguaya);
  - División de Infantería-Artillería Marques de Sousa (brasileña).

Tras haberse realizado el cruce del río Paraná de forma tan sencilla, y reconcentrado el Ejército Grande en El Espinillo, su base militar debía establecerse sobre el mismo río, puesto que a lo largo de su recorrido, contaba con varias poblaciones de fácil fortificación y, por añadidura, podía ser apoyada por la escuadra brasileña. Rosario, San Nicolás y San Pedro se podrían convertir en plazas fuertes destinadas al almacenamiento y acopio de los víveres, municiones, pertrechos de guerra y a disponer de hospitales para enfermos y heridos. Podrían ser destinados en esos puntos los talleres de maestranza. La posesión de estas localidades también serviría para mantener la comunicación del Ejército Grande con las fuerzas navales aliadas y con el Ejército de Reserva estacionado en Colonia, y, lo más importante en una campaña militar, a asegurar una retirada en caso de desastre.
Elegida y asegurada dicha base, la fuerza armada en campaña podría maniobrar sobre una línea de operaciones paralela a ella, con la ventaja de avanzar en contacto con sus fuerzas navales y con la facilidad de ejecutar rápidas maniobras, por medio de los embarcaciones a vapor, transportando infantería y artillería a cualquier punto, ya para sorprender y/o atacar, ya para impedir que el enemigo se valga de dichos puntos y para mantenerlo en constante alarma.
Sin embargo el general Urquiza haciendo caso omiso de estos principios estratégicos y, a cambio de asegurarse buenos pastos y frecuentes aguadas para su numerosa caballería (ambos elementos escasos en el camino de la costa), se internó en la provincia de Buenos Aires por el oeste, describiendo un semicírculo en torno a la ciudad de Buenos Aires (objeto principal de la campaña), desviándose de la costa del río Paraná, y desligándose, de esta manera, de sus aliados y de su base. De esta manera, el Ejército Grande quedó aislado muchos días en medio de las soledades de la Pampa sin comunicación con ningunos de los centros de sus recursos.
Un inteligente y experimentado enemigo hubiera podido convertir en provecho defensivo suyo, estas faltas estratégicas de Urquiza, pero el general Rosas no se encontraba a la altura de las circunstancias. Sus vagas disposiciones se redujeron a quemar los campos, barrerlos de todo elemento de movilidad y a evitar todo encuentro armado. Toda su estrategia se resumía en terminar la guerra en una gran batalla campal en las puertas de Buenos Aires.

### Sublevación del regimiento de coronel Aquino
En vísperas de comenzar la marcha hacia Buenos Aires una trágica noticia vino a decaer los ánimos del personal del Ejército Grande: la sublevación del regimiento de caballería del coronel Pedro León Aquino, asesinando a sus jefes y a varios de sus oficiales.
El coronel Aquino, un oficial veterano unitario, mandaba la División de Caballería 3° (o regimiento 3°), unidad perteneciente al Cuerpo de Ejército Buenos Aires, el antiguo Cuerpo del ejército del general Rosas que Urquiza había tomado en Montevideo.
La necesidad de obtener un buen campo, con abundante y buena pastura para las caballadas, indujo a Aquino a solicitar permiso de acampar el regimiento de su mando, a más de 8 kilómetros de El Espinillo, en un sitio apartado. Muchos de sus allegados lo consideraron una imprudencia de Aquino, por el recelo y la desconfianza que representaban esos soldados, que por más de catorce años habían servido de manera leal al general Rosas, y que si ahora combatían contra él, lo hacían por causas que ellos no pudieron evitar. A pesar de las fingidas demostraciones de lealtad a su nueva causa, que habían abrazado a la fuerza, estos soldados seguían fieles a sus antiguos jefes y oficiales y sobre todo a su caudillo federal, Rosas. Sin embargo el coronel Aquino hizo caso omiso a esas advertencias y preparó su propio fin.
En la noche del 10 de enero de 1852, el mayor Juan Aguilera, aprovechó la situación anteriormente enunciada y encabezó un motín. Alarmado por el desorden, Aquino salió de su carpa acompañado por su ayudante, el mayor Bravo, y su ordenanza, el sargento Elgueta, tan solo para ser lanceados y muertos en el acto. Asimismo resultaron degollados el segundo jefe, teniente coronel Aguilar y otros oficiales. Con sus propias manos el mayor Aguilera degolló al mayor Lizarde, quien se había presentado con un escuadrón a su mando para sofocar la intentona. En el desbande, lograron escapar el comandante Ponce, el mayor Vázquez, el alférez Novoa y el jefe del detall, mayor Carlos Terrada, que luego de ser maniatado y aprontado para el degüello, en un momento dado, y de modo providencial, su asistente logró salvarlo del trance.
A poco de ocurrido el hecho quien halló el cadáver del coronel Aquino fue el teniente coronel Bartolomé Mitre, quien iba acompañado del capitán Carlos Forest, ayudante del coronel Aquino, salvándose ambos de ser muertos por escaso lapso. De regreso a El Espinillo, Mitre, Forest y Terrada dieron la voz de alarma, y el coronel Manuel Urdinarrain dispuso el avance de tres escuadrones entrerrianos para intentar dar con los desertores, sin lograrlo.
Los amotinados en número de 400 hombres, tras saquear el campamento, se dirigieron a la provincia de Buenos Aires, logrando incorporarse a las tropas acantonadas en Santos Lugares.
La noticia del hecho llegó a conocimiento del general Urquiza, a la sazón en su cuartel general situado en la vanguardia, a las dos de la mañana del día siguiente. Se cuenta que el general Urquiza recibió estas noticias con absoluta indiferencia y dio la orden de avanzar contra el enemigo.
Fue a las 6 de la mañana del día siguiente, 11 de enero, que se le dio sepultura a los asesinados en el pueblo de San Lorenzo. El coronel Manuel Hornos recibió la orden de Urquiza para perseguir a los hombres del mayor Aguilera con su regimiento. Esta búsqueda obtuvo algunos apresamientos, pero no los suficientes.

## La marcha sobre Buenos Aires
Ese mismo 11 de enero, a las 4 de la tarde, se comenzó a poner en movimiento algunos de los cuerpos del grueso del Ejército Grande, no pudiendo hacerlos todo el resto a la vez por no disponer de la movilidad necesaria.
La División de Infantería Díaz (oriental), la División de Caballería Ábalos y la pequeña escolta del Mayor General, marcharon hasta la Posta de Los Estados, a 22 kilómetros al sur de El Espinillo, al sudoeste de Rosario, sobre el viejo y ancho camino real hacia el interior y próximo al río Saladillo. El 13 de enero se incorporaron las Divisiones de Infantería Galán y de Caballería Urdinarrain.
Finalmente, el 15 de enero, por la tarde, tras haberse incorporado la División de Infantería Marques de Sousa (brasileña) y la artillería argentina del coronel Pirán, y reunida todas sus fuerzas; el grueso del Ejército Grande rompió su movimiento en masa, en el siguiente orden de marchas:
El grueso del ejército se dividió en cinco columnas sobre un frente de más de 7 kilómetros más o menos. El centro lo ocupaban de izquierda a derecha las divisiones de infantería brasileña (Marques de Sousa), oriental (Díaz) y argentina (Galán). La división del caballería del general Ábalos a la izquierda y la división de caballería del coronel Urdinarrain. Los trenes, parques, comisarías y bagajes
40 días después, el 3 de febrero de 1852, logró la victoria en la batalla de Caseros en las cercanías de la ciudad de Buenos Aires, por lo que Rosas renunció a sus cargos y se exilió en Inglaterra.